# 奧斯特巴赫河 (埃姆舍爾河支流)
51°33′28.02″N 7°11′58.68″E / 51.5577833°N 7.1996333°E

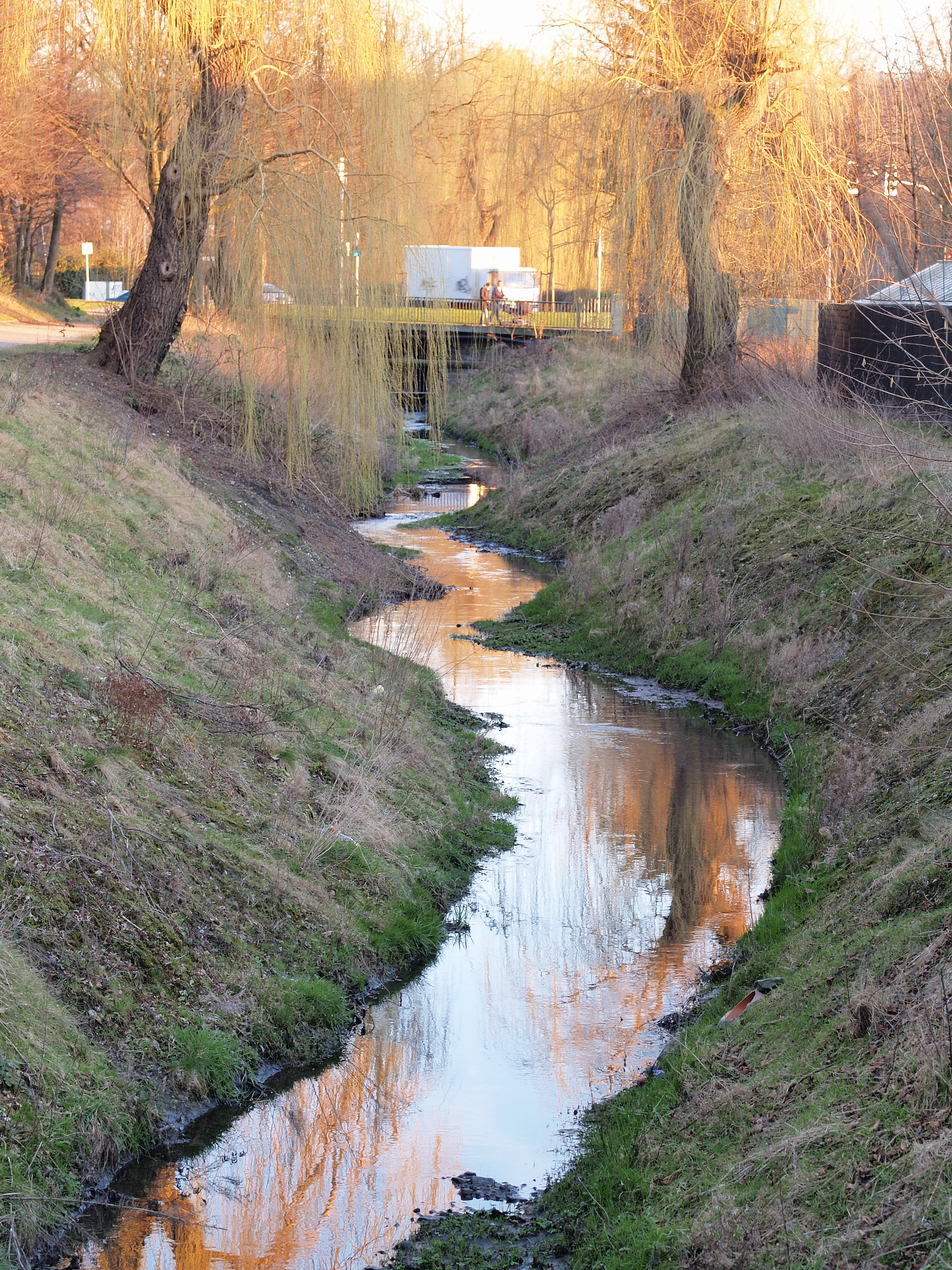

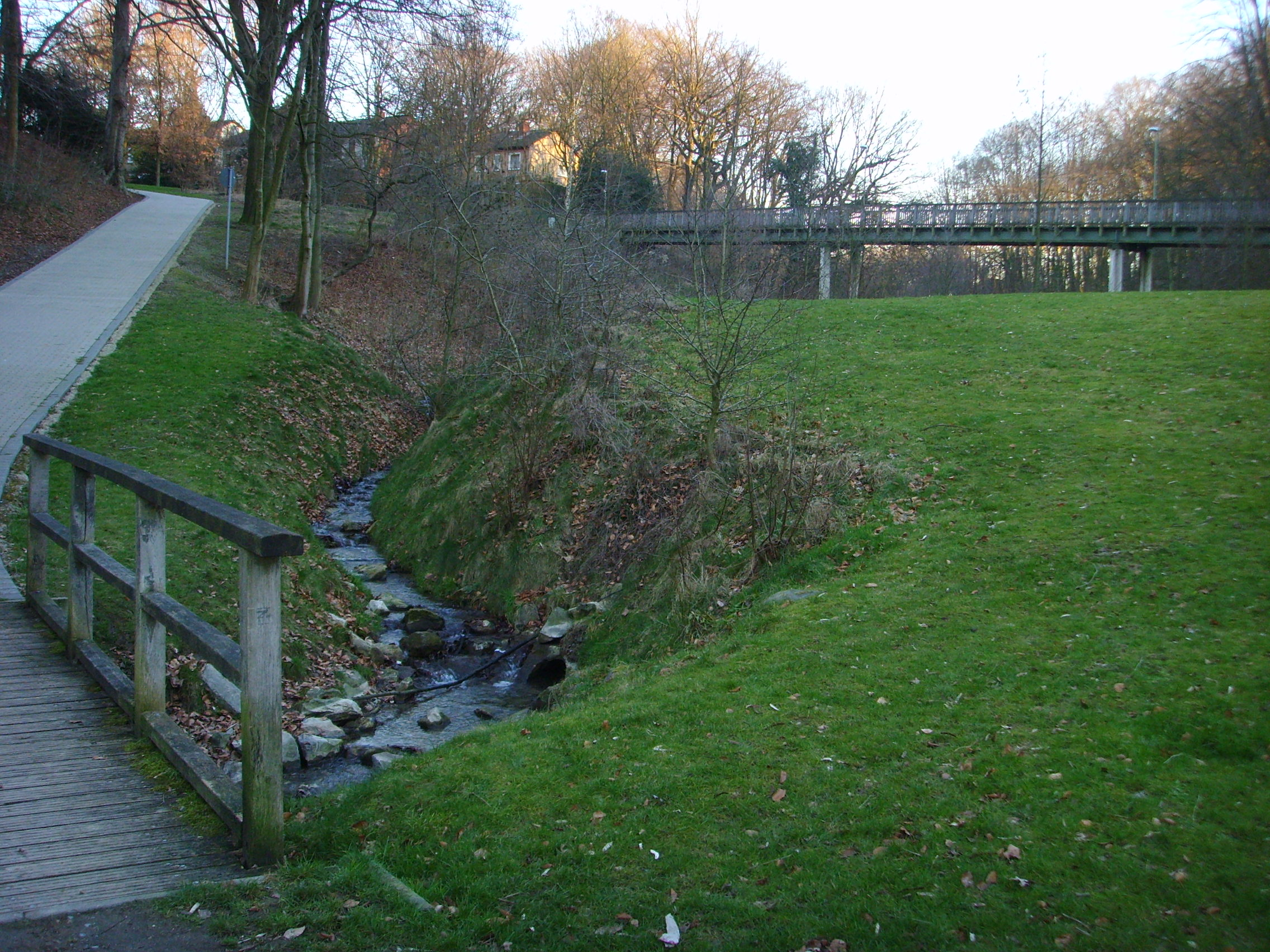

奧斯特巴赫河（德語：Ostbach），是德國的河流，位於該國西部，處於北萊茵-威斯特法倫州，屬於埃姆舍爾河的左支流，河道全長7.3公里，流域面積12.4平方公里。